# Hemileia coffeicola
Espèce
Hemileia coffeicola est une espèce de champignons basidiomycètes  de l'ordre des Pucciniales, originaire d'Afrique.
Ce champignon phytopathogène est l'un des agents de la rouille du caféier, maladie cryptogamique qui affecte diverses espèces du genre Coffea ou apparentées.